# Definitionen af en stodder
Definitionen af en stodder er et musikalbum udgivet i 2001 af Den Gale Pose. Albummet fik en grammy for Årets Danske Rap Udgivelse ved Danish Music Awards 2002.

## Spor
1. "Den Gale"
2. "København, København"
3. "Dér" – Ft. Szhirley
4. "Hold Kæft Manden" – Interlude"
5. "Definitionen Af En Stodder" – ft. Mark Linn
6. "Venner"
7. "Nr. 1" – ft. Clemens
8. "De Skal Ha Noget Lir – Interlude"
9. "D.G. Players" – ft. Mark Linn
10. "La Coca Razzia"
11. "Strøm I Hegnet"
12. "Manden Ved Siden Af Manden – Interlude"
13. "Nicks Groove"
14. "Klubrapport" – ft. Knox
15. "Kruizer Klazzic"
16. "Generation W" – ft. L.O.C., Dappa Don og Szhirley
17. "Dommedag Nu"